# Liste der kammermusikalischen Werke Haydns
Die nachfolgende Liste der kammermusikalischen Werke Haydns ist nicht vollständig.
Joseph Haydn gilt als Begründer der Kammermusikgattung Streichquartett. Viel gespielt werden auch seine Streichtrios.

## Streichquartette
Siehe Liste der Streichquartette Haydns

## Trios für Klavier, Violine und Violoncello
- Trio Nr. 1 in F-Dur, Hob. XV:37 (1755–60)
  1. Adagio
  2. Allegro molto
  3. Menuetto
- Trio Nr. 2 in C-Dur, Hob. XV:C1 (1755–60)
  1. Allegro moderato
  2. Menuetto
  3. Andante con variazioni
- Trio Nr. 3 in G-Dur, Hob. XIV:6 (1755–60)
  1. Allegro
  2. Adagio
  3. Menuetto
- Trio Nr. 4 in F-Dur, Hob. XV:39 (1755–60)
  1. Allegro
  2. Andante
  3. Allegro
  4. Menuetto
  5. Scherzo
- Trio Nr. 5 in g-Moll, Hob. XV:1 (1755–60)
  1. Moderato
  2. Menuet
  3. Finale: Presto
- Trio Nr. 6 in F-Dur, Hob. XV:40 (1755–60)
  1. Moderato
  2. Menuet
  3. Finale: Allegro molto
- Trio Nr. 7 in G-Dur, Hob. XV:41 (1755–60)
  1. Allegro
  2. Menuet
  3. Adagio
  4. Finale: Allegro
- Trio Nr. 8 in D-Dur, Hob. XV:33 (verloren)
- Trio Nr. 9 in D-Dur, Hob. XV:D1 (verloren)
- Trio Nr. 10 in A-Dur, Hob. XV:35 (1755–60)
  1. Capriccio: Allegretto
  2. Menuet
  3. Finale: Allegro
- Trio Nr. 11 in E-Dur, Hob. XV:34 (1755–60)
  1. Allegro moderato
  2. Minuet
  3. Finale: Presto
- Trio Nr. 12 in Es-Dur, Hob. XV:36 (1755–60)
  1. Allegro moderato
  2. Polonaise
  3. Finale: Allegro molto
- Trio Nr. 13 in B-Dur, Hob. XV:38 (1755–60)
  1. Allegro moderato
  2. Menuet
  3. Finale: Presto
- Trio Nr. 14 in f-Moll, Hob. XV:f1 (1755–60)
  1. Allegro moderato
  2. Minuet
  3. Finale: Allegro
- Trio Nr. 15 in D-Dur, Hob. deest (1755–60)
  1. Allegro molto
  2. Thema (Andante) con variazioni
- Trio Nr. 16 in C-Dur, Hob. XIV:C1 (1755–60)
  1. Adagio
  2. Presto
  3. Menuet
  4. Finale (Presto)
- Trio Nr. 17 in F-Dur, Hob. XV:2 (1772)
  1. (Allegro) moderato
  2. Menuetto
  3. Finale: Adagio con variazioni
- Trio Nr. 18 in G-Dur, Hob. XV:5 (1784)
  1. Adagio non tanto
  2. Allegro
  3. Allegro
- Trio Nr. 19 in F-Dur, Hob. XV:6 (1784)
  1. Vivace
  2. Tempo di Menuetto
- Trio Nr. 20 in D-Dur, Hob. XV:7 (1785)
  1. Andante
  2. Andante
  3. Allegro assai
- Trio Nr. 21 in B-Dur, Hob. XV:8 (1785)
  1. Allegro moderato
  2. Tempo di Minuetto
- Trio Nr. 22 in A-Dur, Hob. XV:9 (1785)
  1. Adagio
  2. Vivace
- Trio Nr. 23 in Es-Dur, Hob. XV:10 (1785)
  1. Allegro moderato
  2. Presto (assai)
- Trio Nr. 24 in Es-Dur, Hob. XV:11 (1788?)
  1. Allegro moderato
  2. Tempo di Menuetto
- Trio Nr. 25 in e-Moll, Hob. XV:12 (1788/89?)
  1. Allegro moderato
  2. Andante
  3. Rondo: Presto
- Trio Nr. 26 in c-Moll, Hob. XV:13 (1789?)
  1. Andante
  2. Allegro spiritoso
- Trio Nr. 27 in As-Dur, Hob. XV:14 (1789/90)
  1. Allegro moderato
  2. Adagio
  3. Rondo: Vivace
- Trio Nr. 28 in D-Dur, Hob. XV:16 (1789/90?)
  1. Allegro
  2. Andantino più tosto Allegretto
  3. Vivace assai
- Trio Nr. 29 in G-Dur, Hob. XV:15 (1789/90?)
  1. Allegro
  2. Andante
  3. Finale: Allegro moderato
- Trio Nr. 30 in F-Dur, Hob. XV:17 (1790?)
  1. Allegro
  2. Finale: Tempo di Menuetto
- Trio Nr. 31 in G-Dur, Hob. XV:32 (1792/93?)
  1. Andante
  2. Allegro
- Trio Nr. 32 in A-Dur, Hob:XV:18 (1793/94?)
  1. Allegro moderato
  2. Andante
  3. Allegro
- Trio Nr. 33 in g-Moll, Hob. XV:19 (1793/94?)
  1. Andante – Presto
  2. Adagio ma non troppo
  3. Presto
- Trio Nr. 34 in B-Dur, Hob. XV:20 (1793/94?)
  1. Allegro
  2. Andante cantabile
  3. Finale: Allegro
- Trio Nr. 35 in C-Dur, Hob. XV:21 (1794/95?)
  1. Adagio pastorale – Vivace assai
  2. Molto andante
  3. Finale: Presto
- Trio Nr. 36 in Es-Dur, Hob. XV:22 (1794/95?)
  1. Allegro moderato
  2. Poco Adagio
  3. Finale: Allegro
- Trio Nr. 37 in d-Moll, Hob. XV:23 (1794/95?)
  1. Molto andante
  2. Adagio ma non troppo
  3. Finale: Vivace
- Trio Nr. 38 in D-Dur, Hob. XV:24 (1794/95?)
  1. Allegro
  2. Andante
  3. Allegro ma dolce
- Trio Nr. 39 in G-Dur, Hob. XV:25 „Zigeunertrio“ (1794/95?)
  1. Andante
  2. Poco Adagio
  3. Finale: Rondo all'Ongarese: Presto
- Trio Nr. 40 in fis-Moll, Hob. XV:26 (1794/95?)
  1. Allegro
  2. Adagio
  3. Finale: Tempo di Minuetto
- Trio Nr. 41 in es-Moll, Hob. XV:31 (1795)
  1. Andante cantabile
  2. Allegro
- Trio Nr. 42 in Es-Dur, Hob. XV:30 (1796)
  1. Allegro moderato
  2. Andante con moto
  3. Presto
- Trio Nr. 43 in C-Dur, Hob. XV:27 (1796?)
  1. Allegro
  2. Andante
  3. Presto
- Trio Nr. 44 in E-Dur, Hob. XV:28 (1796?)
  1. Allegro moderato
  2. Allegretto
  3. Allegro
- Trio Nr. 45 in Es-Dur, Hob. XV:29 (1796?)
  1. Poco Allegretto
  2. Andantino et innocentemente
  3. Finale: Allemande. Presto assai

## Streichtrios

### Trios für 2 Violinen und Violoncello
- Trio in E-Dur, Hob. V:1 (1767)
- Trio in F-Dur, Hob. V:2 (1767)
- Trio in b-Moll, Hob. V:3 (1767)
- Trio in Es-Dur, Hob. V:4 (1767)
- Trio in H-Dur, Hob. V:5 (1765, verlorengegangen)
- Trio in Es-Dur, Hob. V:6 (1765)
- Trio in A-Dur, Hob. V:7 (1766)
- Trio in Es-Dur, Hob. V:9 (1765, verlorengegangen)
- Trio in Es-Dur, Hob. V:10 (1767)
- Trio in Es-Dur, Hob. V:11 (1765)
- Trio in E-Dur, Hob. V:12 (1767)
- Trio in B-Dur, Hob. V:13 (1765)
- Trio in h-Moll, Hob. V:14 (1767, verlorengegangen)
- Trio in D-Dur, Hob. V:15 (1762)
- Trio in C-Dur (Eisenstädter Trio 5), Hob. V:16 (1766)
- Trio in Es-Dur, Hob. V:17 (1766)
- Trio in B-Dur, Hob. V:18 (1765)
- Trio in E-Dur, Hob. V:19 (1765, manchmal irrtümlich Michael Haydn zugeschrieben)
- Trio in G-Dur, Hob. V:20 (1766)
- Trio in D-Dur, Hob. V:21 (1768)

Ferner trotz fraglicher Echtheit in der Gesamtausgabe enthalten (Band XI): Trios Hob V: F1, D1, B1, G1, D3, A2, C1, C4

### Trio für Violine, Viola und Violoncello
- Trio in B-Dur, Hob. V:8 (1765)

## Trios für Baryton, Viola (in drei Trios: Violine) und Violoncello
Haydn komponierte 126 Barytontrios, überwiegend in der Besetzung Baryton, Viola und Violoncello (in drei Trios mit Violine statt Viola) Hob. XI:1-126. Die Trios werden heute meist in der Besetzung Violine, Viola und Cello gespielt.

## Duos

### 6 Sonaten für Violine und Viola (authentisch)
- Sonate in F-Dur, Hob. VI:1 (1777)
- Sonate in A-Dur, Hob. VI:2 (1777)
- Sonate in B-Dur, Hob. VI:3 (1777)
- Sonate in D-Dur, Hob. VI:4 (1777)
- Sonate in Es-Dur, Hob. VI:5 (1777)
- Sonate in C-Dur, Hob. VI:6 (1777)

Nicht von Haydn stammen die folgenden (unter seinem Namen überlieferten) Duos:
- Duo in C-Dur, Hob. VI:C1
- Duo in D-Dur, Hob. VI:D3
- Duo in E-Dur, Hob. VI:E1
- Duo in F-Dur, Hob. VI:F2
- Duo in G-Dur, Hob. VI:G2

Fehlzuschreibungen sind auch die folgenden Duos für 2 Violinen:
- Duo in A-Dur (Sonata), Hob. VI:A1 (eventuell von Antonín Kammel komponiert)
- Duo in A-Dur, Hob. VI:A2
- Duo in B-Dur (Sonata), Hob. VI:B1 (eventuell von Antonín Kammel komponiert)
- Duo in C-Dur, Hob. VI:C2
- Duo in C-Dur, Hob. VI:C3
- Duo in D-Dur (Sonata), Hob. VI:D2
- Duo in D-Dur, Hob. VI:D4
- Duo in Es-Dur (Sonata), Hob. VI:Es1 (eventuell von Antonín Kammel komponiert)
- Duo in F-Dur (Sonata), Hob. VI:F1 (eventuell von Antonín Kammel komponiert)
- Duo in F-Dur, Hob. VI:F3
- Duo in G-Dur (Sonata), Hob. VI:G1 (eventuell von Antonín Kammel komponiert)
- Duo in G-Dur, Hob. VI:G3
- Duo in G-Dur, Hob. VI:G4

Nicht von Haydn stammen die beiden Duos für Violine und Violoncello
- Duo in C-Dur, Hob. VI:C4
- Duo in D-Dur, Hob. VI:D1 (eventuell von Leopold Hoffmann komponiert)

### Duos für Baryton und Violoncello
- Duo in A-Dur, Hob. XII:1 (1770)
- Duo in G-Dur, Hob. XII:2
- Duo in D-Dur, Hob. XII:3
- Duo in D-Dur (Sonate), Hob. XII:7 (1770)
- Duo in C-Dur (Sonate), Hob. XII:8 (1770)
- Duo in G-Dur (Sonate), Hob. XII:9 (1770)
- Duo in A-Dur (Sonate), Hob. XII:10 (1770)
- Duo in D-Dur (Sonate), Hob. XII:11 (1770)
- Duo in G-Dur (Sonate), Hob. XII:12
- Duo in F-Dur (Sonate), Hob. XII:15 (verlorengegangen)
- Duo in D-Dur (Sonate), Hob. XII:16 (verlorengegangen)
- Duo in D-Dur (Sonate), Hob. XII:17 (verlorengegangen)
- Duo in A-Dur (Divertimento), Hob. XII:18 (1770, verlorengegangen)

### Duos für 2 Barytone
- Duetto in G-Dur, Hob. XII:4 (1770)
- Duo in D-Dur, Hob. XII:5 (1770)
- Duo in A-Dur/D-Dur, Hob. XII:19 (1765): 2 Barytone und Basso Continuo

### Duos für Baryton und ein weiteres Instrument (alle nicht erhalten)
- Duo in D-Dur (Solo), Hob. XII:13 (1770, verlorengegangen)
- Duo in D-Dur (Solo), Hob. XII:14 (1770, verlorengegangen)
- Duo in G-Dur (Divertimento), Hob. XII:20 (1765, verlorengegangen)
- Duo in D-Dur (Divertimento), Hob. XII:21 (1765, verlorengegangen)
- Duo in A-Dur (Divertimento), Hob. XII:22 (1765, verlorengegangen)
- Duo in D-Dur (Divertimento), Hob. XII:23 (1765, verlorengegangen)
- Duo in D-Dur (Cassation), Hob. XII:24 (1765, verlorengegangen)

### Duo für Klavier und Violine
- Sonate für Klavier und Violine G-Dur, Hob. XV:32 (Dies ist die einzige Sonate Haydns für Klavier und ein Streichinstrument; alle weiteren Duos mit Klavier sind Fehlzuschreibungen oder fremde Bearbeitungen von Werken Haydns. Die G-Dur-Sonate ist auch als Klaviertrio überliefert, daher von Hoboken in die Werkgruppe XV eingeordnet.)
- Sonate für Klavier und Violine B-Dur, Hob. XVa:1
- Sonate für Klavier und Violine D-Dur, Hob. XVa:2
- Sonate für Klavier und Violine C-Dur, Hob. XVa:3